# Aeryon SkyRanger
Aeryon SkyRanger – bezzałogowy aparat latający (UAV – Unmanned Aerial Vehicle), quadrocopter opracowany przez kanadyjską firmę Aeryon Labs. Maszyna przeznaczona jest do prowadzenia bliskiego rozpoznania.

## Historia
SkyRanger jest rozwinięciem poprzedniej konstrukcji kanadyjskiej firmy, rozwijanego w latach 2007 - 2009 aparatu Scout. Nowa maszyna jest również czterowirnikowym quadrocopterem ale z wirnikami ustawionymi w kierunku do dołu. Aparat wyposażono w optoelektroniczną głowicę z kamerą telewizyjną wysokiej rozdzielczości oraz z kamerą działającą w podczerwieni z możliwością termicznego kontrastowania obrazu. Duży akcent w konstrukcji aparatu położono na maksymalne uproszczenie eksploatacji i obsługi urządzenia. SkyRanger sterowany jest przez jedną osobą mającą do dyspozycji wzmocniony tablet. Komendy wydawane są z wykorzystaniem rysika, zaznaczając trasę i wysokość lotu a następnie przekazywane są na pokład maszyny za pomocą niewielkiej anteny nadawczo odbiorczej. Można sterować aparatem w trybie on line jak również wcześniej zaprogramować trasę przelotu, którą SkyRanger wykona automatycznie. Aparat może latać przy porywach wiatru dochodzących do 65 km/h. W przypadku utraty łączności z operatorem, samodzielnie wraca do punktu ostatniego kontaktu lub, gdy próba nawiązania łączności się nie powiodła, na miejsce startu. Maszyna może działać w zakresie temperatur od -30° do +50°. SkyRanger został wykorzystany bojowo podczas działań w Libii w 2011 roku, kiedy do jego użycia została przeszkolona przypadkowa osoba będąca z zawodu rzeźnikiem. Po 12 godzinnym szkoleniu, bez problemu wykonywała powierzone jej zadania z użyciem SkyRangera.